# Селим Халали
Селим Халали (арап.: سليم الهلالي, рођ. Симон Халали, Анаба, 30. јул 1920 — Антиб, 25. јун 2005) био је алжирски певач који је изводио арапску андалузијску класичну музику и алжирску музику. Он је био поп певач, а не професионални извођач традиционалне арапско-андалузијске музике, за коју није имао формалне обуке. Многе његове песме постале су популарне у Северној Африци и међу јеврејским и арапским северноафричким заједницама у Француској, где је постао икона француско-арапске кабаре музике."

## Детињство
Салим Халали рођен је 30. јула 1920. у месту Боне (Анаба) у Алжиру, а његова породица потиче из Сук Ахраса. Његов отац је био турског порекла, а његова мајка води порекло од Јудео-Бербера.

## Каријера
Салим Халали се укрцао на брод ка Марсеју 1934. године и стигао до Париза 1937. године, где је постао успешан као певач у париским клубовима фламенка и упознао алжирску музичку звезду Мохамеда ел Камела који је написао прве Халалијеве песме, укључујући: Андалузија (I love a girl named Andalusia), Севиљанка (Sevillane), Дођи (Taali), Повратак у домовину (Ardjaâ lebladek), Између јуче и данас (Bine el barah el youm), Мунира (Mounira), Надира (Nadira) и Пријатељска љубав (ouchq El Saheb). У наредним годинама, Муханад Игербушен је за њега саставио још педесет песама. Године 1938. Халали је обишао Европу и његови фламенко наступи на арапском језику постали су успешни у северној Африци. Међу његовим другим успесима су песме Плаве очи (Al ain Zarga), Лепота ме је узнемирила (Mahenni zine) и Моја вољена црнкиња (Habibti samra).
Током немачке окупације Француске, Абдулкадир бен Габрит, оснивач и први ректор Велике џамије у Паризу, успео је да сакрије Селимове јеврејске корене тако што му је обезбедио лажни муслимански извод из матичне књиге рођених и урезао је име његовог покојног оца на надгробном споменику необележеног гроба на муслиманском гробљу у Бобињију. Халали је наступао у маварском кафеу уз џамију, уз уметнике као што су Али Срити и Ибрахим Салах. После рата, обновио је своју успешну каријеру и заслужио дивљење египатске диве Ум Култум.
Године 1947. Халали је отворио блискоисточни кабаре Фолис Исмаилија у хотелу у Паризу који је припадао Фердинанду де Лесепсу, који се налази на авенији Монтеин у једној од најбољих градских четврти. Године 1948. отворио је други кабаре клуб, The Serail. Године 1949. преселио се у Мароко, купио је стари кафић у Марифу, космополитској четврти Казабланке, и трансформисао га у престижни кабаре, Le Coq d'Or. Посећивали су га богати Мароканци и угледне личности, укључујући краља Фарука из Египта. Након што је овај кабаре уништен у пожару, Салим се вратио у Француску и живео у Кану почетком 1960-их. Крајем шездесетих година, снимио је арапску верзију My Yiddishe Momme, америчког хита из 1925. Изражавао је наклоност према муслиманским младићима париских периферија. Када је наступао у Јерусалиму 1960-их и рекао на арапском језику са позорнице "Живела арапска нација", публика га је гађала предметима. Напустио је сцену и никада више није посетио Израел. Није тајна чињеница да је био геј и отворено живео са својим партнером Пјером од 1949.
Његова каријера постигла је прекретницу када је издао дугометражну плочу на француском и наступао у Дворани Плејел у Паризу почетком 1970. године. Касније је одржао додатне концерте у Паризу, Монтреалу и Казабланци. Иако на врхунцу своје каријере, Халали је одлучио да се повуче у Кан, где је био познат по приређивању раскошних забава у својој вили која је била декорисана у арапском стилу попут његових кабареа, као и двориштu са два кућна тигра. Наставио је да наступа на приватним забавама све до 1992. Од 1993. године, продајући своју Вилу Сент Чарлс у Кану, живео је у потпуној анонимности у дому за пензионере у Валорију, где су његови дани пратили једноставну рутину типичног становника.
Током своје каријере препознат је и као виртуоз дарбука. Његова дела су доживела поновни успех уз оживљавање интереса за јудео-арапски музички репертоар од последњих година 20. века. 

## Лични живот
Халали је био отворено геј. Том Коен, главни диригент и уметнички директор Медитеранског оркестра Ашкалона, сумирао је Халалијев живот и утицај:
Човек је био загонетка. Хомосексуалац окружен женама, отворени анти-циониста који се појавио у Израелу. Музички је био разнолик, и био је благословљен пун боје и богатства. С једне стране, његово певање је у суштини било арапско. С друге стране, он одговара стиловима који су одговарали и западним ушима. У срцу је био поп певач који је наступао у кафеима и на свадбама.

## Смрт
Умро је у болници у Антибу 25. јуна 2005. године. У складу с његовим последњим жељама, његов пепео је просут у врту сећања на крематоријуму у Ници.